# 燕町
燕町（つばめまち）は、かつて新潟県西蒲原郡に存在した町。

## 沿革
- 1889年（明治22年）4月1日 - 町村制施行に伴い、西蒲原郡燕町が町制施行し、燕町が成立。
- 1927年（昭和2年）10月1日 - 西蒲原郡太田村を編入。
- 1954年（昭和29年）3月31日 - 西蒲原郡小池村、小中川村、松長村と合併し、市制施行して燕市となり消滅。